# 戦争を知らない子供たち
『戦争を知らない子供たち』（せんそうをしらないこどもたち）は、1970年に発表された、北山修が作詞し、杉田二郎が作曲した楽曲。

## 概要
- 1970年8月23日、大阪万博でのコンサートで初めて歌われ、その模様がライブアルバム「戦争を知らない子供たち」として発売された。同年11月5日には、「全日本アマチュア・フォーク・シンガーズ」名義でシングルカットされた。
- 翌年1971年2月5日には、ジローズの歌唱によるシングルが東芝音楽工業（現：ユニバーサル ミュージックLLC）から発売され、オリコン最高11位、累計売上30万枚以上[1]のヒット曲となった。ジローズはこの年の第13回日本レコード大賞新人賞を、作詞を担当した北山修は作詞賞を受賞した。1972年公開の映画「地球攻撃命令　ゴジラ対ガイガン」では挿入歌として使用され、1973年には、この曲の歌詞を原案にした同名の映画が制作された。
- 世はベトナム戦争の真っ最中であり（武力衝突開始1960年、終結は1975年。なお不正規戦争で宣戦もない）、憲法の制約のある日本政府もアメリカ合衆国の戦争遂行に基地の提供といった形で協力していた。日本国内でも、一部の文化人や学生を中心に、反戦平和運動は盛り上がりを見せていた。そのような中で発表されたこの曲は、日本における代表的な反戦歌となった。
- 元々、歌詞が先に出来ており、北山は真っ先に盟友加藤和彦に作曲してもらおうと思ったら、鼻で吹いて突っ返されてしまい、やむなく杉田二郎の元に持って行ったという（2002年11月17日のザ・フォーク・クルセダーズ新結成記念解散音楽會での北山の発言より）。加藤とは逆に杉田は、北山の詞に素直に感動し、喜んで曲を付けたという。その後も北山自身、割り切れなさを感じることも多かったというこの歌詞に素直に曲を付け、胸を張って歌い続けた杉田の姿には励まされたと、5年後の1975年発売の杉田のシングル「男どうし」に寄せたコメントに書いている。

## 全日本アマチュア・フォーク・シンガーズのシングル
「戦争を知らない子供たち」は、1970年11月5日に発売された全日本アマチュア・フォーク・シンガーズのシングル。

### 収録曲
- 全曲編曲：杉田二郎

A面
1. 戦争を知らない子供たち（2分51秒）
作詞：北山修／作曲：杉田二郎

B面
1. 若者たち[注釈 1]（2分51秒）
作詞：藤田敏雄／作曲：佐藤勝

## ジローズのシングル
「戦争を知らない子供たち」は、1971年2月5日に東芝音楽工業（現：ユニバーサル ミュージックLLC）から発売されたジローズの2枚目のシングル。
杉田二郎の歌唱は左スピーカーから、森下悦伸（ジローズでは森下次郎名義）の歌唱は右スピーカーからしかそれぞれ聴こえない。イヤホンを使用し、片耳を外した状態で聴くと一方の歌しか聴こえない現象が発生する（ヴォーカルを左右に振り分ける手法は杉田が前年まで活動していたはしだのりひことシューベルツでも「さすらい人の子守唄」や「マイ・ハート」などで取られていた）。

### 収録曲
- 全曲作詞：北山修／作曲：杉田二郎／編曲：馬飼野俊一

A面
1. 戦争を知らない子供たち（3分1秒）

B面
1. 愛とあなたのために（3分1秒）

## ハロプロ西日本のダウンロード・シングル
「戦争を知らない子供たち」（せんそうをしらないこどもたち）は、ハロー!プロジェクトのスペシャルユニット『ハロプロ西日本』の配信限定シングル。2025年8月23日にUP-FRONT WORKSから発売予定。

### 背景・リリース
- ハロー!プロジェクトの西日本出身メンバー13人（植村あかり〈元Juice=Juice〉[注釈 2]、井上春華〈モーニング娘。'25〉、下井谷幸穂〈アンジュルム〉、松永里愛、有澤一華〈以上Juice=Juice〉、秋山眞緒、豫風瑠乃〈以上つばきファクトリー〉、西田汐里、岡村美波〈以上BEYOOOOONDS〉、広本瑠璃、西﨑美空〈以上OCHA NORMA〉、植村葉純、上村麗菜〈以上ロージークロニクル〉）によるユニットが杉田二郎の代表曲をカヴァー。
- 1970年の大阪万博のコンサートで初披露された歌であることから、2025年、55年ぶりの大阪での万博開催を受けて企画された[4]。

### 収録曲
1. 戦争を知らない子供たち [0:00]
  - 作詞：きたやまおさむ / 作曲：杉田二郎

## 替え歌・パロディー
- この楽曲には替え歌がいくつも存在する。ちなみに北山は替え歌を作られるのは大好きだと発言している[6]。
- 1972年に発売された頭脳警察のアルバム『頭脳警察1』に、本楽曲の替え歌「戦争しか知らない子供たち」が収録されている。歌詞の内容は、成田空港問題（三里塚闘争）などを題材としている。
- 1978年に、9→5（ナイン トゥ ファイバー）が本楽曲の曲名をもじった「ビートルズを知らない子供たち」をシングル発売した（作詞は麻生香太郎、作曲は伊豆一彦）。
- 阪神タイガースブームの1985年9月6日に、リリアンが本楽曲の替え歌[7]「阪神タイガースの優勝を知らない子供たち[8]」をシングル発売した。ゲストボーカルとして板東英二、やしきたかじん、桂雀々、桝竹真也、笑福亭鶴瓶が参加している。阪神タイガースの優勝が確実視される中、ブームにあわせて売り上げを伸ばし、発売1か月足らずで2万枚を売り上げた[7]。
- 1990年放送のエースコック「大盛り中華焼きそば」（深津絵里が出演）のテレビCMで替え歌が使われた。
- 世界のナベアツこと桂三度が、本楽曲の替え歌「T-BOLANを知らない子供たち」を持ちネタの一つにしている。

## 続編・オマージュ
教科書問題が話題になった1983年に、北山が続編「戦争を知らない子供たち'83」の作詞に取り組んだ。様々なミュージシャンに作曲を依頼した結果、引き受けたのは坂庭省悟。坂庭とは、はしだのりひことクライマックスの楽曲「花嫁」でタッグを組んでいる。
1983年に高石ともや&ザ・ナターシャー・セブンが、京都市の円山公園音楽堂で行われたコンサート「第2回 夏の時代」で歌唱・演奏。その日のステージで曲の説明をした坂庭省悟（クレジットは「坂庭賢亨」名義）によると、北山の原詩が長過ぎたことから、ザ・ナターシャー・セブンバージョンに短縮して、編曲しなおしたという。その後正式にレコーディングされ、坂庭賢亨名義で自主制作盤として発売されている。
原曲は、その後北山のライブで歌われ、2007年発売のCDブック「今語る あの時 あの歌 きたやまおさむ -ザ・フォーク・クルセダーズから還暦まで-」の付録CDに収録されている。
2002年、アフガニスタン戦争の状況にふれた今川夏如が、「戦争しか知らない子どもたち」を作詞・作曲。野田淳子や太田真季らがライブで歌い、CD化されている。
2010年に発売された中村中のアルバム「少年少女」に、「戦争を知らない僕らの戦争」という曲が収録された。

## カバー
- 2002年3月6日 DEEN featuring 塩谷哲（アルバム『和音〜Songs for Children〜』）

## その他
1971年には、本曲と同題名の北山による書籍がブロンズ社から出版され、ジローズの歌唱によるシングルのヒットと並行してベストセラーになった。1971年7月時点で42刷・20万部以上を発行している。
1974年を舞台としたさくらももこ原作のアニメ「ちびまる子ちゃん」、1995年11月5日放送の「まる子文化祭へ行く」の劇中で、まる子が出掛けた文化祭のステージ発表で中学生がこの歌を歌っている。
2015年、通販生活のCMで歌われた。